# London Underground D78 Stock
Der London Underground D78 Stock (oder auch kurz nur D Stock) war eine Baureihe elektrischer Triebwagen für die Großprofil-Strecken der London Underground, die auf der District Line eingesetzt wurde. Sie wurden in den Jahren 2015 bis 2017 durch den neuen S Stock ersetzt. Die Bezeichnung leitet sich aus dem Anfangsbuchstaben für den Einsatzbereich (District Line) und dem geplanten Jahr 1978 der Indienststellung ab.

## Geschichte
Die Baureihe wurde im Jahre 1976 bestellt, um den Vorkriegs-CO/CP-Stock und den Nachkriegs-R-Stock zu ersetzen, die zu dieser Zeit noch auf der District Line eingesetzt wurden. Die 75 Züge wurden durch Metro-Cammell gebaut und ab 28. Januar 1980 im Fahrgastbetrieb eingesetzt, die letzten Fahrzeuge wurden im Jahre 1983 geliefert. Von Sommer 2005 bis ins Jahr 2008 wurden die Fahrzeuge grundlegend durch Bombardier Transportation in Derby modernisiert.

## Zugbildung und Details
Die Züge der Reihe D verkehrten als Sechswagenzüge, die aus je zwei Halbzügen gebildet wurden. Jeder Halbzug bestand aus einem Triebwagen mit Führerstand (»Driving Motor Car«, DM), einem antriebslosen Beiwagen (»Trailer Car«, T) und einem Triebwagen ohne Führerstand (»Uncoupling Non-Driving Motor Car«, UNDM). Die in Zugmitte laufenden Triebwagen ohne Führerstand waren am Betriebskuppelende mit einem Hilfsführerstand für den Rangierdienst ausgerüstet. Bei 20 von 150 Halbzügen gab es zwei Triebwagen mit vollwertigen Führerständen. Diese konnten auch im Fahrgastbetrieb als Halbzug eingesetzt werden. Die übrigen Halbzüge waren nur mit einem weiteren Halbzug gekuppelt verwendbar. Im Fahrgastbetrieb auf der District Line wurden in den letzten Betriebsjahren ausschließlich Sechswagenzüge eingesetzt, jedoch verkehrten Halbzüge beispielsweise von 1985 bis 1987 auf der ehemaligen East London Line. Wie bei den meisten Baureihen der Londoner U-Bahn waren die Steuerstromkupplungen an den Betriebskuppelenden gespiegelt asymmetrisch. Damit waren nur A- mit D-Enden elektrisch kuppelbar.
Die Wagen wurden, wie damals üblich, mit unlackierten Aluminium-Wagenkästen ausgeliefert, lediglich die Front unterhalb des Führerstands war rot lackiert. Als Neuerungen erhielten die Fahrzeuge Drehgestelle mit verbesserter Federung und ergonomisch verbesserte Führerstände. Im Rahmen der Modernisierung erhielten die Fahrzeuge eine Lackierung in den heute üblichen Underground-Farben (Führerstand und Türen rot, Wagenkasten weiß mit einem blauen Streifen unten). Die Wagen dieser Bauart waren die letzten, die bei London Underground unlackiert verkehrten. Bei der Modernisierung erhielten die Fahrzeuge auch neu gestaltete Innenräume und ein Fahrgastinformationssystem mit automatischen Stationsansagen und LED-Anzeigen in den Fahrzeugen, auch die äußeren Zielanzeigen wurden durch LED-Anzeigen ersetzt. Als erste Baureihe erhielt der D Stock auch elektronische Zielanzeigen an den Seiten der Fahrzeuge.

## Einsatz
Der D Stock wurde auf der District Line eingesetzt, eine Ausnahme waren die Fahrten zwischen Wimbledon und Edgware Road, da die Bahnsteige an den Stationen Notting Hill Gate, Bayswater, Paddington und Edgware Road zu kurz für Züge des Typs D78 sind. Hier wurden Züge der Baureihe C69 und C77 eingesetzt. Von 1985 bis 1987 kamen Einheiten der Reihe D auch auf der East London Line zum Einsatz. Damit wurden die Umbauarbeiten an den dort normalerweise eingesetzten Züge des A60/A62 Stock ermöglicht.
Am 21. April 2017 fand der letzte, planmäßige Einsatz eines D-Stock-Zugs auf der District Line statt, am 7. Mai 2017 fand die Abschiedsfahrt statt, welche eine Fahrt über die gesamte District Line beinhaltete, auch über Abschnitte, welche offiziell nicht mehr befahren werden. Dies soll die letzte offizielle Fahrgastfahrt dieser Baureihe im Netz der London Underground gewesen sein.

## Weitere Verwendung
2014 wurden 156 Triebwagen mit Führerstand und 70 Beiwagen an das Unternehmen Vivarail verkauft, welches die Fahrzeuge für den Betrieb auf Vollbahnstrecken umrüstet und unter der Bezeichnung D-Train für den Nah- und Regionalverkehr vermarktet, wobei die Umrüstung die Ausstattung mit Klimaanlagen, W-LAN, Toiletten, Fahrradstellplätzen, Rollstuhlplätzen und Wagenübergängen sowie eine veränderte Front beinhaltet. 2016 wurde ein Dieseltriebzug als Prototyp fertiggestellt und unter der Baureihenbezeichnung 230 getestet, wobei ein während der Test ausgebrochener Brand eines Motors einen Versuchsbetrieb mit Fahrgästen auf der Strecke Coventry–Nuneaton verhinderte. 2018 wurde ein weiterer Prototyp fertiggestellt, der als Akkutriebzug realisiert wurde, und 2020 wurde mit der Baureihe 484 ein konventioneller Elektrotriebzug vorgestellt.
Die Eisenbahnverkehrsunternehmen Arriva Trains Wales, London Midland, Go-op Rail, South Western Railway und Great Western Railway sowie die Stadt Coventry haben Interesse an einer Beschaffung gezeigt und darüber hinaus wurde den Bewerbern auf die Ausschreibung des Netzes Wales & Borders Angebote unterbreitet. Darüber hinaus wurde zu Präsentationszwecken ein Fahrzeug in die USA gebracht. Daraus gingen Bestellungen von drei Dieseltriebzüge der Baureihe 230 für West Midlands Trains, welche seit 2019 zwischen Bedford und Bletchley eingesetzt werden, und fünf Hybridtriebzüge hervor, die ursprünglich von KeolisAmey Wales nach dem Zuschlag für die Ausschreibung für das Netz Wales and Borders bestellt wurden, allerdings nach der Übernahme der Konzession durch Transport for Wales Rail (TfW Rail) 2021, welches Eigentum der Regierung von Wales ist, ab 2022 durch TfW Rail zwischen Bidston und Wrexham eingesetzt werden sollen. Außerdem wurden ab 2020 fünf Elektrotriebzüge an die South Western Railway geliefert, wo sie seit 2021 auf der Island Line eingesetzt werden und dort die bisher eingesetzten Fahrzeuge der Baureihe 483 ersetzen.
Vivarail meldete am 1. Dezember 2022 Insolvenz unter Fremdverwaltung an, weswegen sich die Inbetriebnahme der Züge für TfW Rail, die sich zuvor bereits aufgrund technischer Probleme verzögert hat, auf unbestimmte Zeit verzögert und die Fahrzeuge der West Midlands Railways aus dem Plandienst herausgenommen wurden, da Vivarail auch für die Instandhaltung zuständig ist.

## Galerie

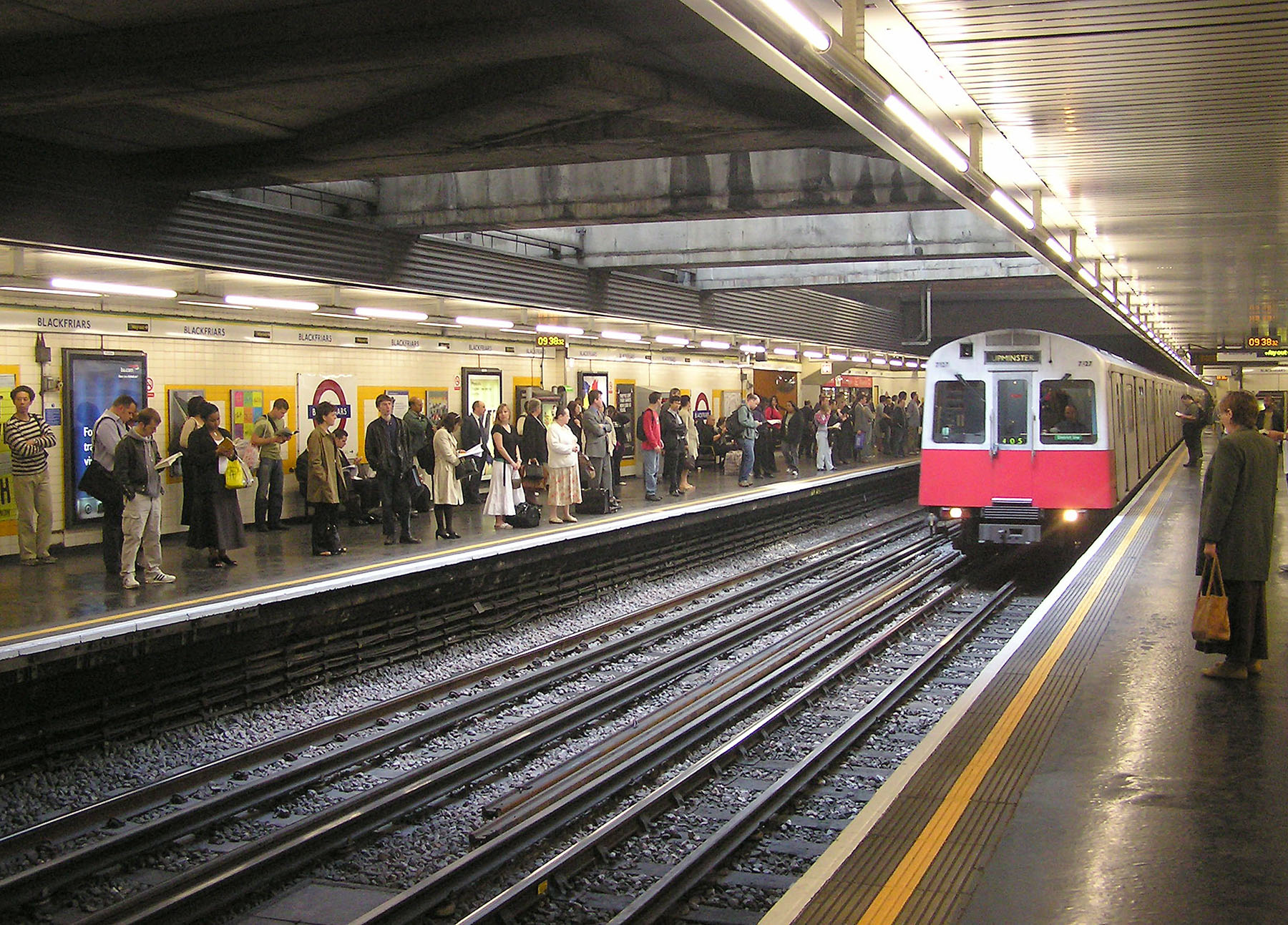
Ein Zug der Reihe D im Bahnhof Blackfriars
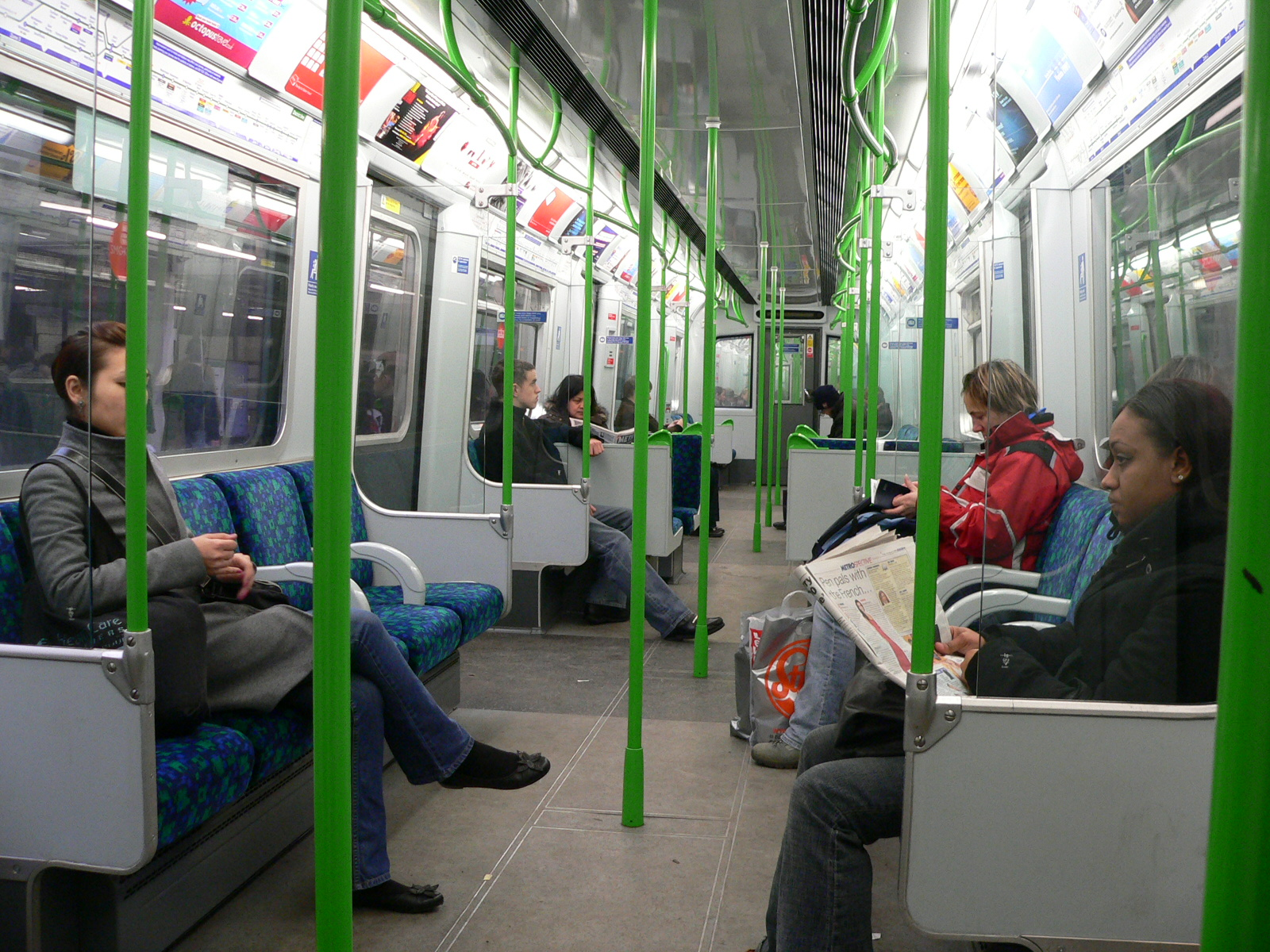
Modernisierter Innenraum
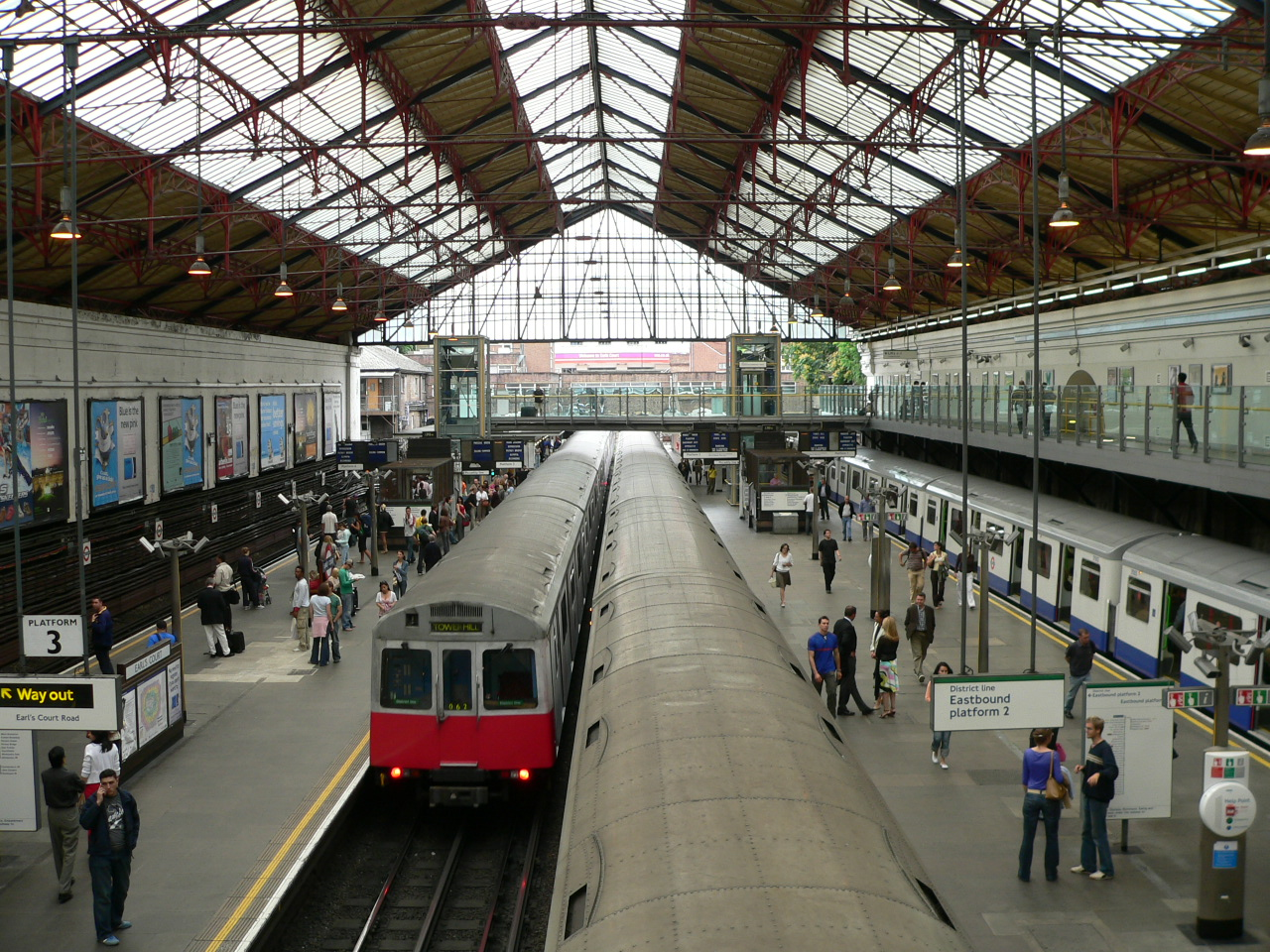
Züge der Reihe D in Earl’s Court. Der rechte Zug ist modernisiert.
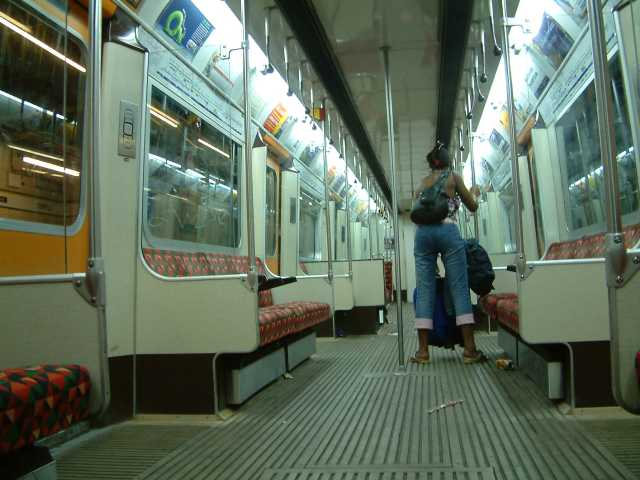
Innenraum eines unmodernisierten Zuges
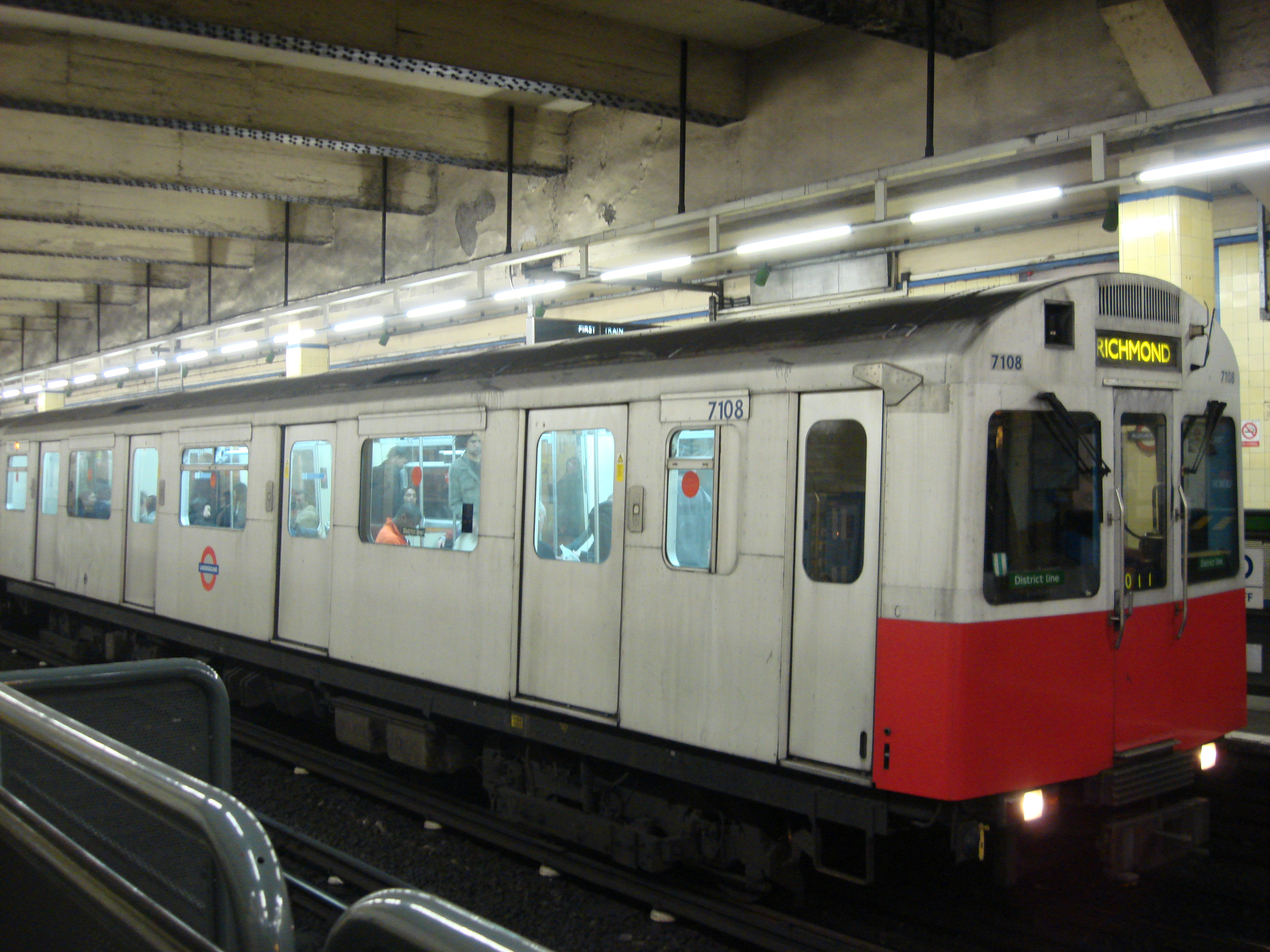
Unmodernisierter Zug in Aldgate East
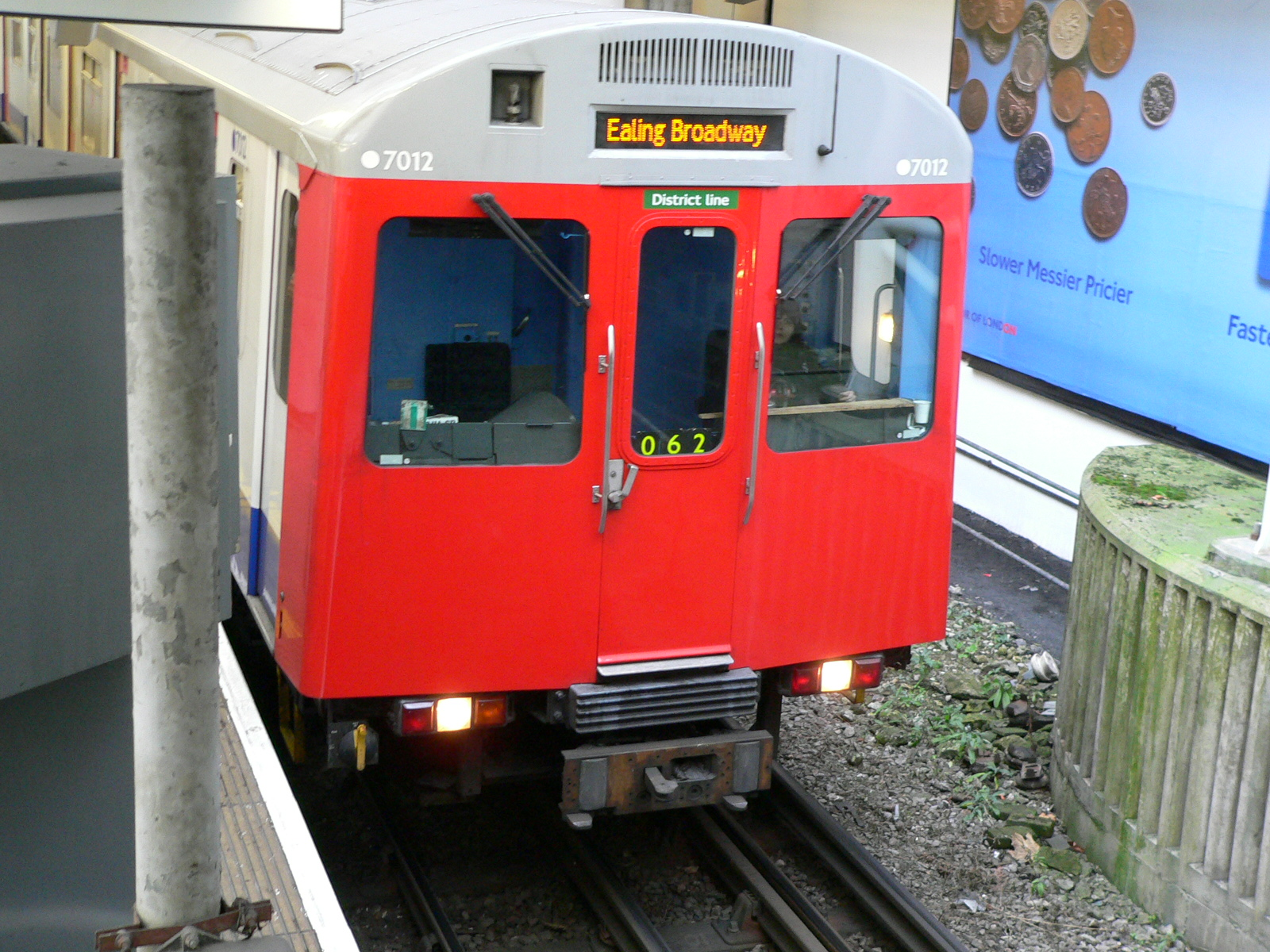
Modernisierter Zug in Hammersmith
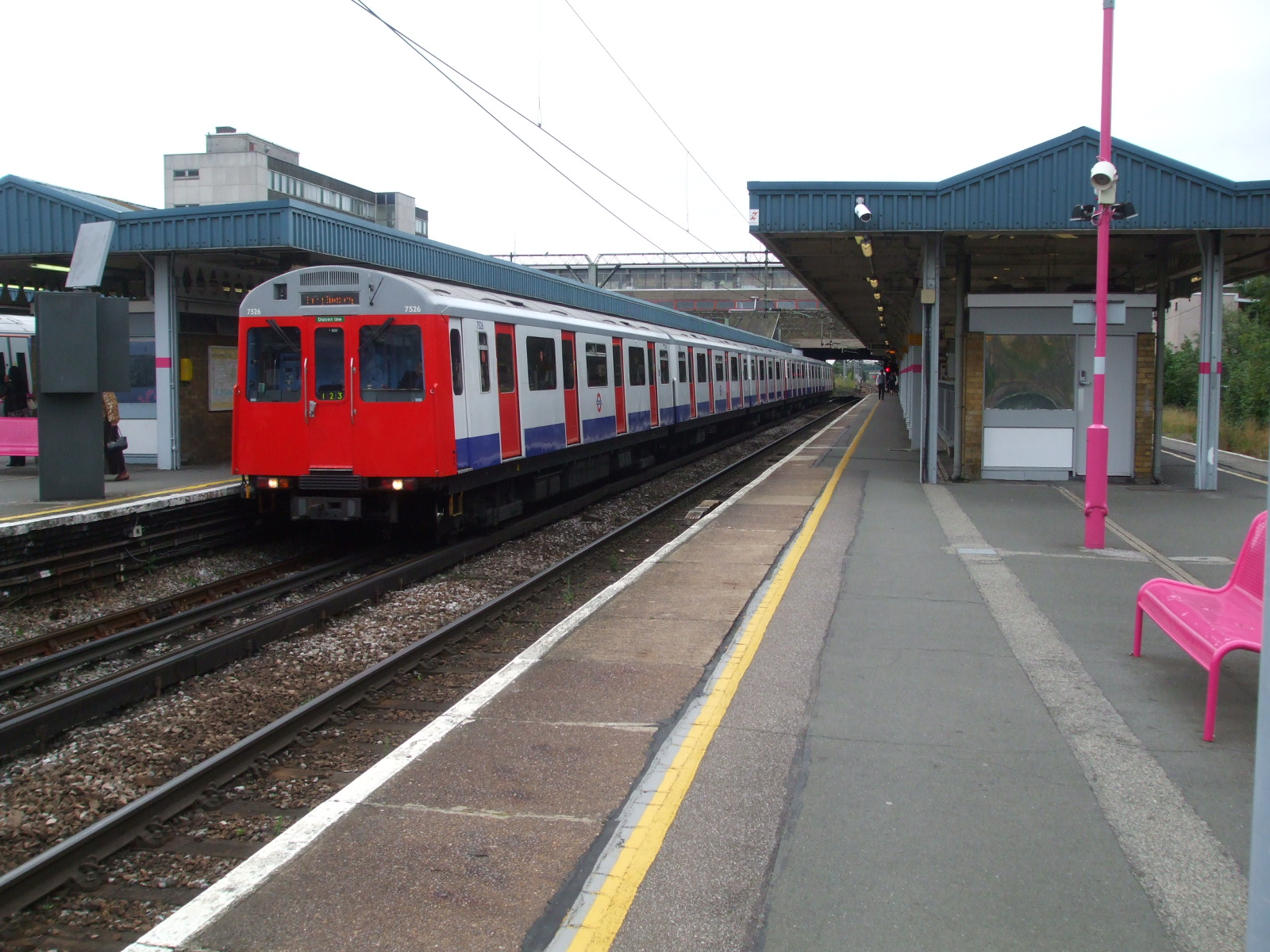
Zug der Reihe D in Barking